# کنسیلیری (مشاور رئیس مافیا)
کنسیلیری (به ایتالیایی: Consigliere، جمع: Consiglieri) مقامی در ساختار رهبری مافیای سیسیلی، کالابری و ایتالیایی-آمریکایی است. این واژه در زبان انگلیسی ابتدا از طریق رمان پدرخوانده (۱۹۶۹) و اقتباس سینمایی آن معروف شد. در رمان، کنسیلیری به عنوان مشاور رئیس تعریف می‌شود که مسئولیت نمایندگی از رئیس در جلسات مهم - چه درون خانواده جنایی خود و چه در ارتباط با دیگر خانواده‌ها - را نیز بر عهده دارد.  کونسیلیِره مشاور و فرد مورد اعتماد رئیس خانواده مافیایی است و نقش دست راست او را ایفا می‌کند. از معدود افرادی است که اجازه مخالفت با رئیس را دارد تا از بی‌نقص بودن برنامه‌ها اطمینان حاصل شود. در برخی تصاویر به عنوان فردی بی‌طرف و فاقد جاه‌طلبی نشان داده می‌شود، اما این تصویر با واقعیت مطابقت ندارد. رئیس، معاون و کونسیلیِره سه مقام ارشد خانواده را تشکیل می‌دهند و به عنوان هیئت مدیره عمل می‌کنند. در عمل، کونسیلیِره‌ها اغلب در امور خشن خانواده نقش فعالی دارند.

## ریشه‌شناسی

ساختار یک خانواده تبهکار مافیایی

کلمه "کونسیلیِره" در زبان ایتالیایی به معنای "مشاور" یا "راهنما" است و هنوز هم عنوانی رایج برای اعضای شوراهای شهر در ایتالیا و سوئیس محسوب می‌شود. این واژه ریشه در لغات لاتین "کونسیلیاریوس" (مشاور) و "کونسیلیوم" (مشورت) دارد.
اصطلاح‌شناسی مافیای آمریکا از مافیای سیسیلی اقتباس شده و نشان‌دهنده تقلید از ساختار دربارهای شاهزاده‌نشین‌های ایتالیایی در قرون وسطی است. به عنوان مثال، ونیز توسط یک "دوج" (دوک) و یک "کونسیلیِره دوکاله" (مشاور دوک) اداره می‌شد. معاون معمولاً زمانی که جایگاه رئیس خالی می‌شود به این سمت منصوب می‌گردد، در نتیجه موقعیت او معادل "ولیعهد" خانواده است. از سوی دیگر، کنسیلیِره را می‌توان به "وزیر ارشد" یا "صدراعظم" تشبیه کرد. در رمان پدرخوانده، این واژه به صورت "consigliori" نوشته شده است، حال آنکه در فیلم‌ها به وضوح "consigliere" تلفظ می‌شود. جو بونانو در کتابش "مردی از افتخار" توضیح می‌دهد که کنسیلیِره در واقع نماینده و سخنگوی سربازان خانواده محسوب می‌شود و می‌تواند در حل و فصل اختلافات میان اعضای رده پایین‌تر خانواده نقش میانجی را ایفا کند.

## مافیای آمریکایی
جو والاچی در خاطراتش به فردی مرموز به نام "ساندینو" اشاره می‌کند که در دهه ۱۹۴۰ به عنوان کنسیلیری خانواده جنووزه به حل و فصل اختلافات می‌پرداخت.
در دوران معاصر، کنسیلیری‌ها نقش فعال‌تری در امور خانواده‌های مافیایی ایفا کرده‌اند:
- در سال ۱۹۷۱، جوزف یاکوولی، کنسیلیری خانواده کلمبو، کمپین ترور جو گالو (مشهور به جو دیوانه) را رهبری کرد.
- دو دهه بعد، کارمینه سسا، کنسیلیری دیگر خانواده کلمبو، تیم تروری را هدایت کرد که قصد ترور ویکتور اورنا، رئیس موقت خانواده را داشت.
این نمونه‌ها نشان می‌دهد که کنسیلیری‌های مافیا گاهی فراتر از نقش مشورتی عمل کرده و مستقیماً در عملیات‌های خشن خانواده مشارکت داشته‌اند. 
در سال ۱۹۷۶، فرانک بومپنسیِرو به عنوان کنسیلیِره خانواده جنایی لس‌آنجلس منصوب شد، اما در فوریه ۱۹۷۷ در یک باجه تلفن عمومی به قتل رسید. رئیس خانواده او را به این سمت منصوب کرده بود تا او را فریب دهد و از احتیاطش بکاهد.
در سال ۱۹۷۹، شنودهای الکترونیکی نشان داد که ریموند ال.اس پاتریارکا، رئیس مافیای نیوانگلند، در حال صحبت درباره انتصاب کنسیلیِره خود بود، که نشان می‌دهد این سمت لزوماً از طریق فرآیند اجماع انتخاب نمی‌شود.
در سال ۱۹۹۲، استفانو "استیو راننده کامیون" ویتابیله، کنسیلیِره نیوجرسی، پس از اطلاع از دوجنسگرا بودن جان "جانی بوی" داماتو، معاون خانواده، دستور قتل او را صادر کرد.
در سال ۱۹۹۳، پاول گولینو، قاچاقچی مواد مخدر و همدست خانواده جنایی بونانو، به اتهام "دست درازی" به آنتونی اسپرو، کنسیلیِره خانواده، به قتل رسید.

## مطالعه بیشتر
- کاپسی، جری. راهنمای کامل احمق‌ها برای مافیا . ایندیاناپولیس: انتشارات آلفا، ۲۰۰۲.شابک ‎۰−۰۲−۸۶۴۲۲۵−۲شابک ۰-۰۲-۸۶۴۲۲۵-۲

الگو:American Mafiaالگو:Mafia